# Les Creus (Salàs de Pallars)
Les Creus és un indret del terme municipal de Salàs de Pallars, al Pallars Jussà.
Es tracta d'una partida agrícola situada al nord-est del terme, a ponent dels Monts i al nord-est de la vila de Salàs de Pallars. És una plana lleugerament inclinada cap al nord, estesa entre les serres d'aquell sector del terme salassenc. Hi passa el camí vell de Salàs a Sant Joan de Vinyafrescal i la Pobla de Segur.